# Bartholomé Djurdjevic
Bartholomé  Djurdjevic (en croate : Bartolomej Đurđević) (1506 - 1566) est un écrivain croate, voyageur malgré lui, polyglotte, auteur du premier dictionnaire croate-latin imprimé.

## Son nom
Le XVIe siècle ne disposant pas d'un système unifié, on trouve les ouvrages de Djurdjevic sous de nombreux noms. On a ainsi les formes Georgiewitz, Gyurgieuits, Gjurgjevic, Bartholomieu Georgii Hungaro, Bartholomieu Hongrois, B. Georgevitz, Barth. Georgievicz, Barth. Georgevitz de Croacia, Bartholomieu Georges, en hongrois Georgievics Bertalan ou Gyurgyevics Bertalan...

## Éléments biographiques
Né à Mala Mlaka près de Zagreb vers 1506, il fut fait prisonnier à la bataille de Mohács (1526), lors de l'invasion de la Hongrie par Soliman le Magnifique. Emmené en Roumélie, puis en Anatolie, il resta captif durant 13 années, et vendu comme esclave à 7 reprises, employé aux travaux les plus vils et les plus rudes, et accablé de mauvais traitements, comme c'était la règle pour les captifs chrétiens.
Une première tentative d'évasion se solda par un échec. Repris sur les bords de la Mer de Marmara, il fut ramené à son maître pour y subir la bastonnade.
Une seconde tentative, des années plus tard, fut plus heureuse : Djurdjevic parvint, après presque un an d'un voyage hasardeux à travers les déserts de la Caramanie et de la Syrie, en Terre sainte, au milieu de chrétiens. De là, il put retourner en Europe, jusqu'à son pays (on le sait à Louvain en 1544, et à Waradin en 1545).
Toutefois, sa région étant occupée par les Ottomans, il s'en éloigna et s'installa à Rome en 1552, où il mourut semble-t-il en 1566.

## Œuvres

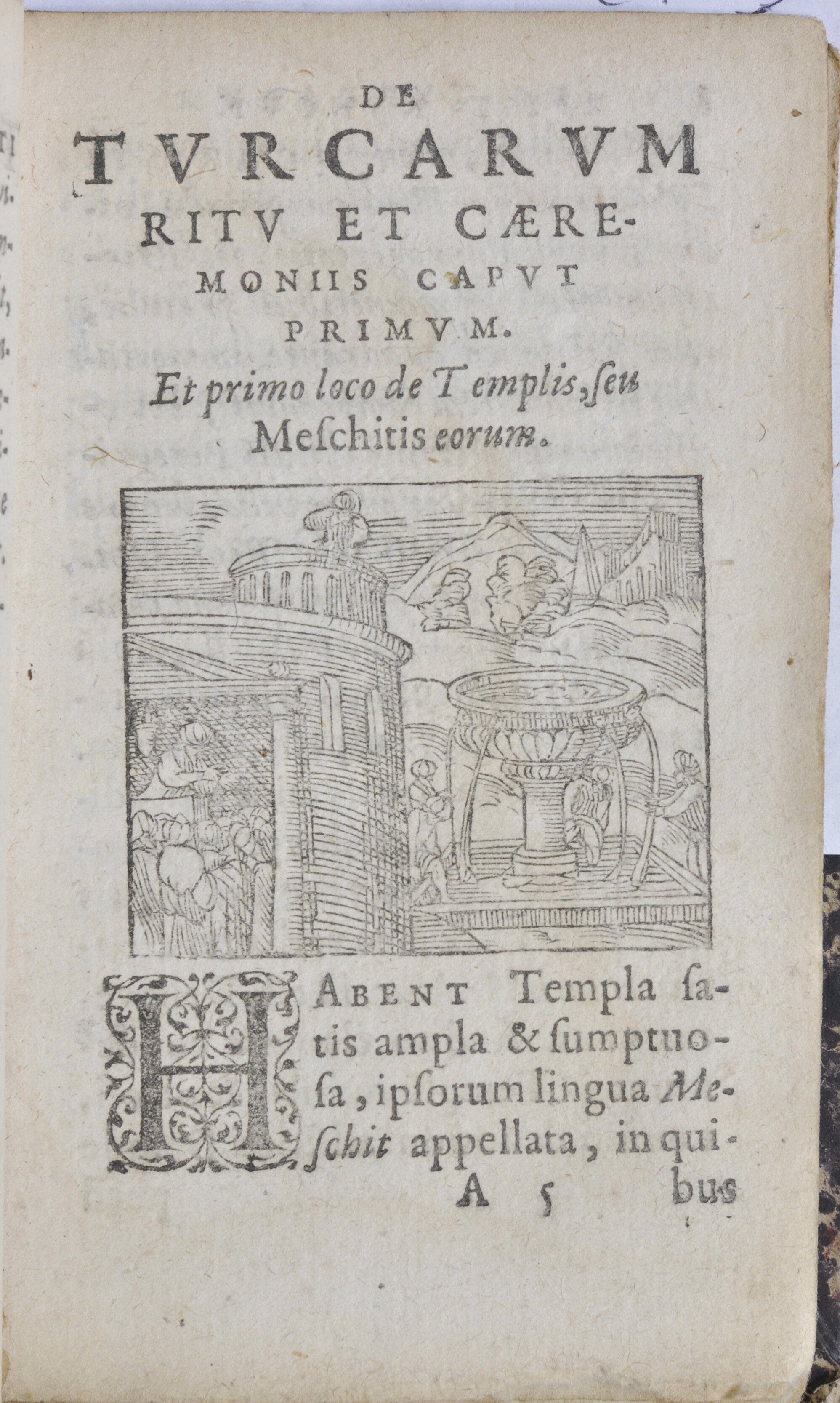

Déterminé à témoigner de son expérience, de faire connaître les mœurs des Turcs et de mettre en garde contre le péril que représentait, pour les nations chrétiennes, la volonté expansionniste de l'Empire ottoman, il écrivait ses ouvrages en latin, la langue internationale de culture au XVIe siècle, mais plusieurs de ses textes furent rapidement traduits en langues vulgaire. La bibliographie de Djurdjevic est malaisée à établir, la plupart de ses ouvrages ont été réimprimés à plusieurs reprises (82 éditions recensées de 1544 à 1686) et eurent un très grand retentissement en Europe.
Notons :
En latin
- De Turcarum ritu et ceremoniis, additis etiam plurimum dictionibus, cum salutationibus et respontionibus Persarum, Anvers 1544. Il est suivi de règles grammaticales et des noms de nombre de la langue turque. Consulter.
- Prognoma sive presagium mehemetanorum, primum de christianorum calamitatibus, deinde de suae gentis interitu ex lingua persica in latinum sermonem conversum ; suivi d'une Epistola exhortaturia contra infideles ad ill. principem Maximilianum archiducem Austriae, Anvers, 1546. Consulter
- De Turcarum moribus Epitome Paris, 1558 Consulter. Contient une transcription en alphabet latin du "Notre Père" en slavon, turc et arabe, et du "Je vous salue Marie" en slavon.
- De afflictione tam captivorum quam tub tribulo viventium christianorum, 1545. Consulter. L'auteur termine celui-ci par des conseils pour les captifs qui veulent s'évader, et donne un vocabulaire slavon à l'usage de ceux qui pourraient arriver dans les divers pays où cette langue est en usage. On y trouve en outre un lexique systématique précédé d'un dialogue croate-latin. C'est le premier lexique croate-latin. L'ouvrage ayant été traduit en français la même année, c'est aussi le premier lexique croate-français[1].
- Disputationis cum Turca habitae narratio ;
- Deploratio cladis christianorum. Le recueil s'achève sur le Notre Père en arabe et en latin
- Pro fide Christiana cura Turcis disputationis (Varadini) habitae et mysterio St. Trinitatis in Alcorano invento nunc primum in latinum sermonem verso brevis dèscriptio

Traductions françaises
- Certains textes du De afflictione tam captivorum ont été traduits en français, dans le Discours parénétique sur les choses turques, 1606. Consulter
- Voyage de la sainte cité de Jérusalem avec les cérémonies des Turcs par B. Georgevitz ; 1600.
- Les Misères et tribulations que les chrestiens tributaires & esclaves tenuz par les Turcz souffrent & sont contrainctz endurer mises per figures. Auec aulcunes oraisons & vocables en langue esclavoniq. qui iusques ycy n'ont este voues ni mises en lumière. 1544.
- La manière et cérémonie des Turcs, par Bartolomieu hongrois pèlerin de Hierusalem, lequel ayant ete illec esclave a cogneu par experience tout ce qu'est contenu en ce présent livre. 1545.

Traductions néerlandaises
- Van der benautheyt ende tribulatien der ghevanghenen Christenen onder des Turcs trihuyt lenède; onergheset in Duytsch (hollandais), 1544.

Traductions italiennes
- Prophetia de Maometani et altre cose Turchesche. Consulter.
- Profetia De I Turchi' Consulter.
- Specchio della peregrinatione delli piu notabili luoghi del la Terra santa. Consulter.
- Specchio De' Lochi Sacri di Terra Santa Consulter.

## Études sur Djurdjevic
- Kidric, "Bartholomaeus Gjorgjevic", Museion : Veröffentlichungen aus der Nationalbibliothek in Wien, Mitellungen, II (Vienne, 1920)
- Kenneth M. Setton, Western Hostility to Islam and Prophetics of Turkish Doom, Memoirs of the American Philosophical Society, Vol. 201, 1992 (avec un chapitre intitulé Bartholomaeus Georgievicz and the "Red Apple")
- Clarence Dana Rouillard, The Turk in French History, Thought and Literature (1520-1660), 1936, 1938, 1941
- N. Melek Aksulu, Bartholomäus Georgievics Türkenschrift "De Turcarum ritu et caeremomiis" (1544) und ihre beiden deutschen Übersetzungen von 1545, Volume 417 de Stuttgarter Arbeiten zur Germanistik, Verlag Hans-Dieter Heinz, 2005, 263 pages
- N. Melek Aksulu, Mohaç esiri: Bartholomaeus Georgievic (1505-1566) ve Türklerle ilgili yazilari, Volume 214 de Kültür Eserleri Dizisi, T.C. Kültür Bakanligi, 1998, 136 pages
- TOMMASINO, Pier Mattia : "Discussioni di confine sul dogma della Trinità : l'uso della basmala in Bartholomaeus Georgievits (Transilvania, 1547) e nel monaco 'Enbaqom (Etiopia 1540) ; Islamochristiana n° 35, Pontificio istituto di studi arabi e d'islamistica, 2009 Consulter

## Sources
- Johann Georg Theodor Gräss, Trésor de livres rares et précieux ou, Nouveau dictionnaire bibliographique ..., 1862
- article Georgiewitz (Barthelemy) dans Biographie Universelle (Michaud) Ancienne et moderne, Tome seizième, 1856, p 272-273 Consulter
- Georgiewitz (1506-1566), voyageur malgré lui. Consulter